# Beaumontia
Beaumontia és un gènere de fanerògames de la família de les Apocynaceae. Conté 27 espècies.

## Descripció
Són arbustos escandents o lianes. Les tiges tenen una secreció lletosa, pubescents a glabrescents. Les fulles oposades, sense colèters en el nervi central del feix, glabres, glabrescents o variadament pubescents, sense domacis. Inflorescències cimoses, axil·lars, terminals o subterminals, amb poques a moltes flors; bràctees usualment conspícues. Flors amb un calze de 5 (6) sèpals, els sèpals iguals, amb diversos colèters diminuts i fusiformes, a la base de la cara adaxial, corol·la infundibuliforme, sense estructures coronals accessòries, la part inferior del tub usualment recte, no inflat basalment, el limbe actinomorf, l'estivació dextrorsa; estams inclosos, les anteres connivents al capdavant estigmàtica i formant un con, els filaments llargs i evidents; gineceu 2- carpelar, els òvuls nombrosos; cap estigmàtica fusiforme o amb forma de con; nectari irregularment lobulat. Fruits en fol·licles apocàrpics, cilíndrics o el·lipsoïdals, glabres a glabrescents; llavors nombroses, comoses i truncades a l'àpex micropilar.

## Distribució
És originària de les regions tropicals d'Àsia, principalment del sud de la Xina.

## Taxonomia
El gènere va ser descrit per Nathaniel Wallich i publicat a Tentamen Florae Napalensis Illustratae 14, pl. 7. 1824.

## Espècies seleccionades
| - Beaumontia brevituba Oliv. - Beaumontia brevituha Oliv. i Tsiang - Beaumontia campanulata K.Schum. - Beaumontia fragrans Pierre i Pit. - Beaumontia grandiflora Wall. |